# 취한 줄을 모르고
〈취한 줄을 모르고〉(일본어: 酔いどれ知らず)는 일본의 보컬로이드 프로듀서(보카로P)인 Kanaria가 작사, 작곡한 노래이다. 2022년 5월 2일에 유튜브와 니코니코 동화를 통해 공개되었고, 4일 후인 2022년 5월 6일에 발매되었다. 보컬 음성은 보컬로이드인 메구포이드 구미의 보컬을 사용하였다. 일러스트는 LAM이 맡았다. 또한, 빌보드 재팬 니코니코 보컬로이드 송 톱 20에서 연속 4주 1위를 차지하였고, 2023년 상반기에서 빌보드 재팬 니코니코 보컬로이드 송 톱 20에서 1위를 차지, 그리고 빌보드 재팬 여러 부문에서 100위권에 들기도 하였다. 

## 배경
뮤직 비디오는 2022년 5월 2일에 공개되었고, 5월 6일에는 스트리밍 서비스로 발매되었다. 

## 반응

### 니코니코 동화
니코니코 동화에 업로드된 뮤직 비디오는 2022년 11월 30일, 212일 만에 100만 재생수를 기록하여 VOCALOID 전설입성에 달성하였다. 

### 유튜브
유튜브에 업로드된 뮤직 비디오는 2022년 10월 2일, 5개월 만에 조회수 1,000만 회를 돌파하였으며, 이로부터 약 2년 6개월 후인 2025년 4월 19일에는 조회수 5,000만 회를 돌파하였다. 

## 차트 기록

### 주간 차트
| 차트                                       | 최고 순위 |
| ------------------------------------------ | --------- |
| 니코니코 보컬로이드 송 톱 20 (빌보드 재팬) | 1         |
| 톱 유저 생성 송 (빌보드 재팬)              | 1         |
| 다운로드 송 (빌보드 재팬)                  | 21        |
| 핫 100 (빌보드 재팬)                       | 34        |
| 스트리밍 송 (빌보드 재팬)                  | 49        |

### 반년 차트
| 차트                                           | 순위 |
| ---------------------------------------------- | ---- |
| 니코니코 보컬로이드 송 반년 차트 (빌보드 재팬) | 1    |

### 연간 차트
| 차트                                       | 순위 |
| ------------------------------------------ | ---- |
| 톱 유저 생성 송 (빌보드 재팬)              | 2    |
| 니코니코 보컬로이드 송 톱 20 (빌보드 재팬) | 5    |
| 다운로드 송 (빌보드 재팬)                  | 74   |

## 발매
| 지역    | 날짜           | 형식                   |
| ------- | -------------- | ---------------------- |
| 전 세계 | 2022년 5월 6일 | 음악 다운로드 스트리밍 |